# 1902-es magyar teniszbajnokság
Az 1902-es magyar teniszbajnokság a kilencedik magyar bajnokság volt. A bajnokságot június 2. és 3. között rendezték meg Budapesten, a BLTC margitszigeti pályáján.

## Eredmények
| Versenyszám  | Arany           | Arany | Ezüst         | Ezüst | Bronz            | Bronz |
| ------------ | --------------- | ----- | ------------- | ----- | ---------------- | ----- |
| Férfi egyéni | Segner Pál BBTE |       | Tóth Ede BLTC |       | Schmid Ödön BLTC |       |

Megjegyzés: A 2. helyért külön játszottak a győztes által kiejtettek, Tóth Ede (akit többször is a Nagyvárad versenyzőjeként említettek) ezért lett második. A hagyományos verseny alapján 2. Schmid Ödön (BLTC), 3. Szentmiklóssy Elemér (BLTC) és Yolland Arthur (MAC).